# Racek mořský
Racek mořský (Larus marinus) je největší racek rozšířený v Evropě, Severní Americe a na několika ostrovech v Atlantském oceánu. Jeho přirozeným biomem je přitom mořské pobřeží, případně břehy větších jezer nebo řek. Je částečně tažný, většina jedinců na zimu migruje na jih, vnitrozemští racci se většinou pouze stahují na větší nezamrzlá jezera. V České republice se vzácně vyskytuje od září do listopadu.

## Taxonomie a populace
Racka mořského popsal Linné v 18. století, konkrétně v roce 1758, ve své knize Systema Naturae. Již v té době nesl racek mořský latinské jméno Larus marinus, které mu zůstalo až do současné doby.

Co se týče populace racků mořských, pak je IUCN klasifikuje jako málo dotčené, tedy neohrožené. Nejsou známy přesné počty, ale populace racků mořských jsou velké a nesnižují se. Zvláštností je, že populace většiny ostatních druhů racků klesají, naopak u racků mořských stoupají. Vzácně je uvidíme i v Česku, ale zde jsou více rozšířené spíše sladkovodní druhy racků.

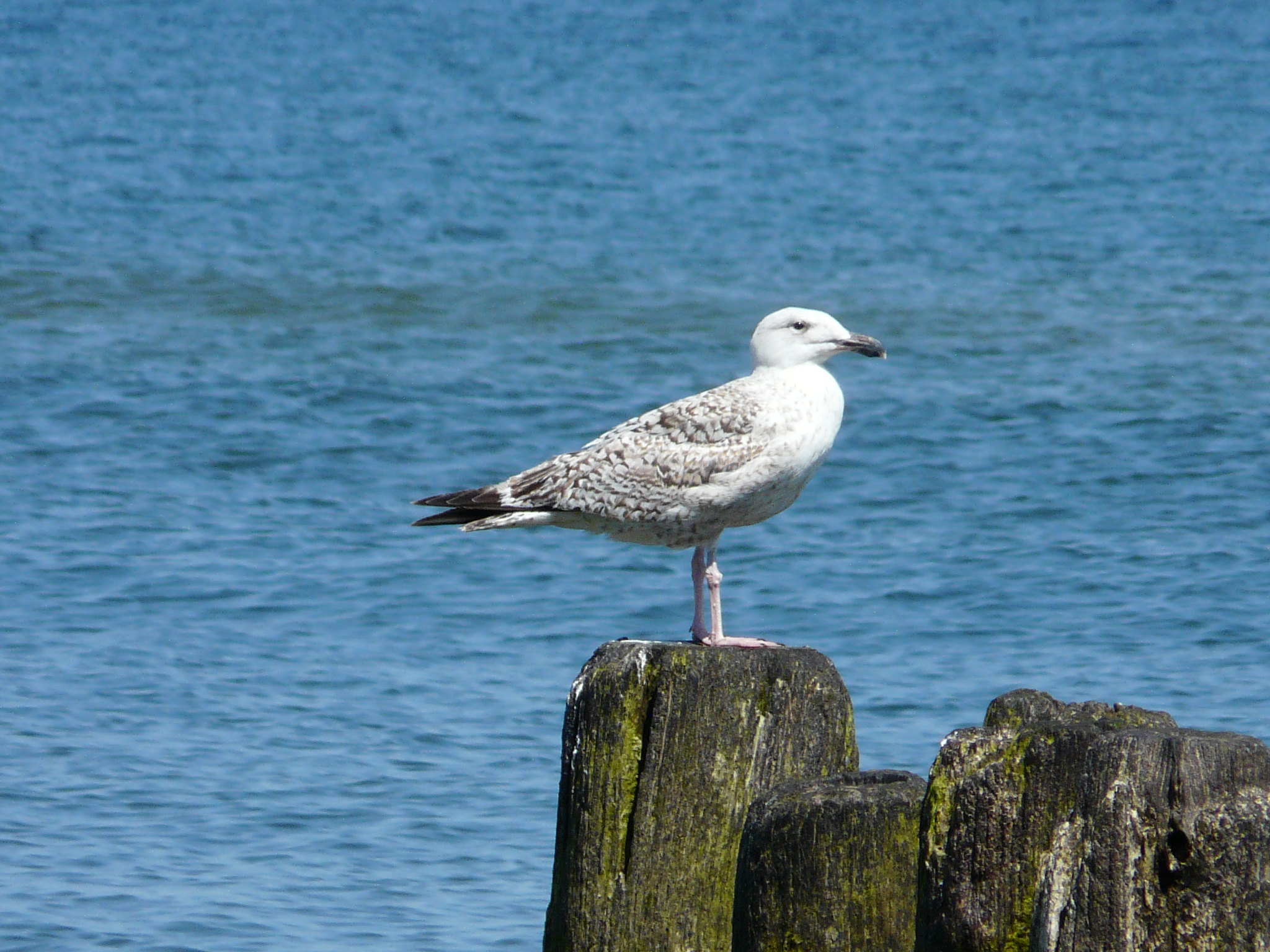
Pták v šatu 1. roku

## Popis
Je 31–74 cm velký s rozpětím křídel mezi 1,4–1,7 m. Obvykle váží kolem jednoho kilogramu, ačkoli dospělí samci občas dosahují hmotnosti i vyšší než 2 kg. Má silný a poměrně dlouhý zobák s červenou skvrnou, narůžovělé končetiny, bílé břicho, hrdlo a hlavu a černě zbarvenou vrchní stranu křídel s bílými konci. Mladí jedinci jsou hnědí a stejně zbarveni jako dospělci jsou až ve čtvrtém roce života, což je v porovnání s jinými racky značně dlouho.
Ze všech racků má také nejhlubší hlas. Ozývá se nejčastěji kdákavým „kdau“ nebo „krao“.

## Chování
Racek mořský je všežravec, ale zpravidla upřednostňuje masitou stravu, zvláště pak hlemýždě, korýše, ryby, hmyz nebo členovce, pokud se naskytne příležitost, pozře i mršinu. Občas, a to je mezi racky neobvyklé, útočí i na jiné ptáky až do velikosti kachny divoké. Často následuje rybářské lodě nebo jen tak vyčkává na mořském pobřeží a okrádá jiné vodní ptáky o ulovenou potravu.
Hnízdí osamoceně nebo v malých koloniích na pobřeží Atlantského oceánu, na skandinávském pobřeží Baltského moře, v Pobaltí nebo na pobřeží Severního moře. Hnízdo si staví na zemi nebo na skalních útesech. V květnu až červnu klade 3–5 vajec, na kterých sedí oba rodiče 27 dní. Mláďata jsou schopna letu již ve věku 8 týdnů.

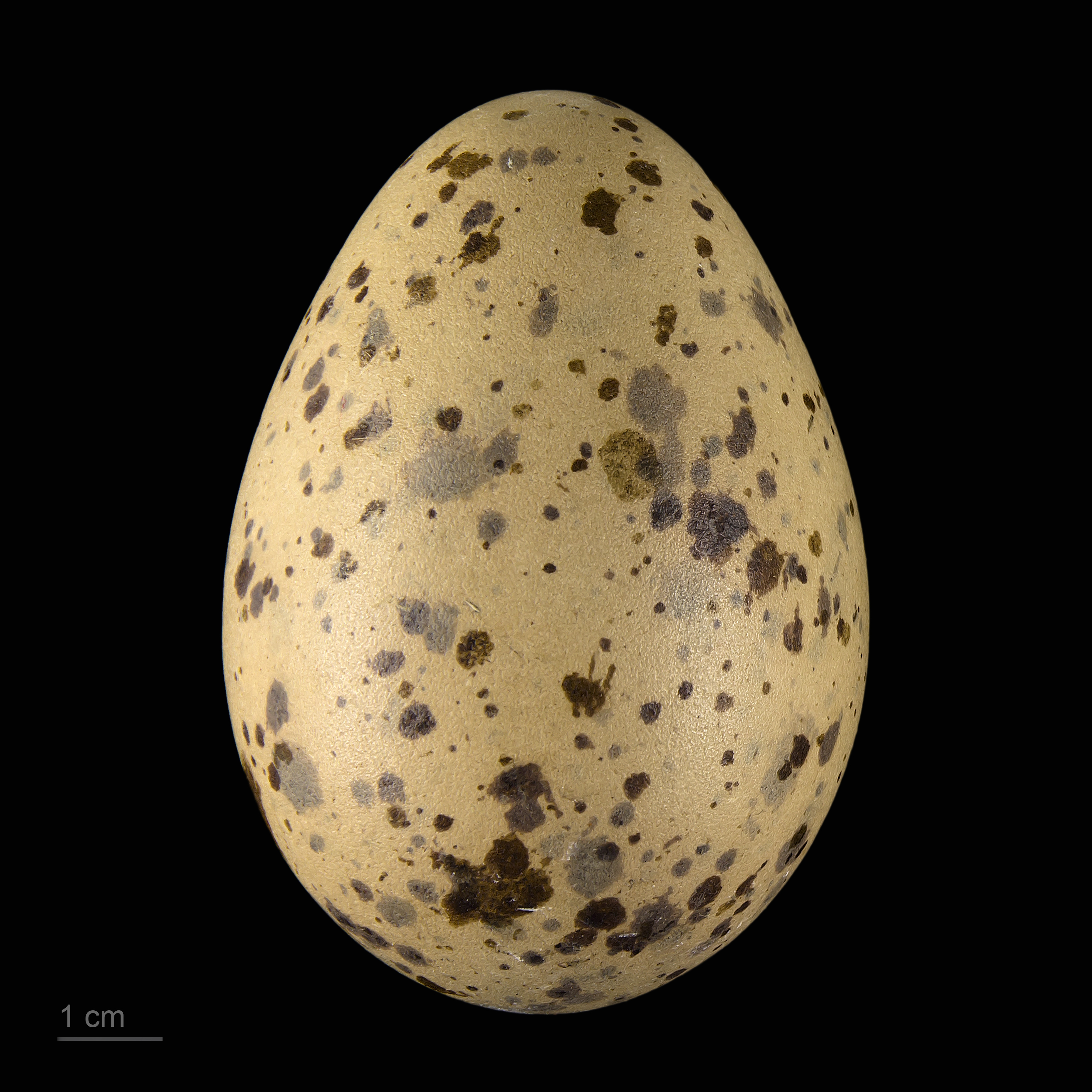
Larus marinus